# Дупница (пещера)
Ду́пница (тур. Dupnisa, болг. Дупница, от слова «дупка» — «выбоина», «дыра») — карстовая пещера в Восточной Фракии, в турецкой части горного массива Странджа.

## Описание
Пещера расположена в десяти километрах к западу от города Демиркёй, в провинции Кыркларели (болг. Лозенград). Состоит из трёх соединённых между собой пещер и имеет три входа на двух отдельных уровнях. Расстояние между уровнями около 30 метров. В пещере берёт начало источник, который, по некоторым данным, является началом реки Резовской, протекающей по границе Турции и Болгарии.
Дупница изобилует сталактитами и сталагмитами. Является местом обитания колоний рукокрылых.
В 2003 году пещера была открыта для посещения туристами.
В начале двадцатого столетия возле пещеры находилось одноимённое болгарское поселение, разорённое во время Межсоюзнической войны в 1913 году.